# Anton Biermer

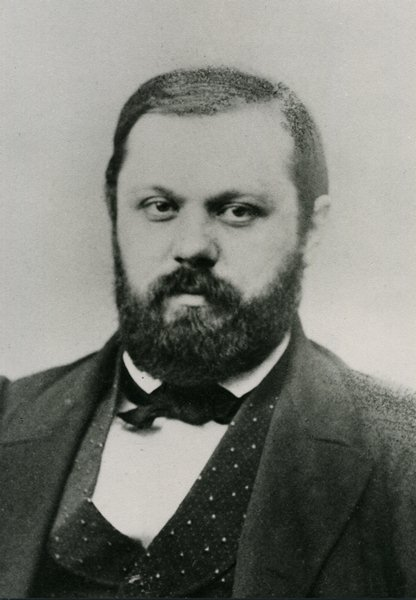
Anton Biermer, um 1860

Michael Anton Biermer (* 18. Oktober 1827 in Bamberg; † 24. Juni 1892 in Schöneberg) war ein deutscher Internist, Klinikdirektor und Hochschullehrer.

## Leben
Anton Biermer studierte Medizin an der Julius-Maximilians-Universität Würzburg. An der Würzburger Universitätsklinik wurde er 1851 zum Dr. med. promoviert, war dort 1852 Assistenzarzt der Psychiatrischen Klinik und 1853 (bis ihn 1853/1854 Alois Geigel dort als Erster Assistent ablöste) unter Karl Friedrich von Marcus Erster Assistenzarzt der Medizinischen Klinik im Juliusspital. Er habilitierte sich 1855 für das Fach Innere Medizin und wurde 1856 zum Privatdozenten der Medizinischen Fakultät ernannt. Am 9. Mai 1857 heiratete er Sophie Wahl. Mit ihr hatte er den Sohn Magnus (1861–1913). 1861 folgte er dem Ruf der Universität Bern auf ihren Lehrstuhl für Innere Medizin. 1867 wechselte er an die Universität Zürich und 1874 als Professor und Direktor der Medizinischen Klinik an die Schlesische Friedrich-Wilhelms-Universität Breslau. Eine Berufung nach Würzburg hatte er 1872 abgelehnt, da er verärgert war über die gemeinsam mit seinem ehemaligen (protestantischen) Assistenzarztkollegen Carl Gerhardt erfolgte Nominierung. Für das akademische Jahr 1881/82 wurde Biermer zum Rektor der Universität Breslau gewählt. 1891 krankheitshalber emeritiert, starb er im 65. Lebensjahr.
Im Jahr 1863 beobachtete Biermer den Perkussionsschallwechsel (genannt Biermer-Schallwechsel; synonym: Gerhardt-Schallwechsel) bei Lageveränderungen des Patienten. In Vorträgen von 1868 bis 1872 beschrieb er erstmals detailreich das Krankheitsbild der perniziösen Anämie, der er ihren Namen („progressive perniziöse Anämie“) gab.